# Falco newtoni
El cernícalo de Madagascar o cernícalo de Aldabra (Falco newtoni), también conocido como katiti en lengua criolla o hitsikitsika en (malgache), es una pequeña ave de presa del género Falco. Debe su nombre al ornitólogo británico Edward Newton. Presenta dos subespecies: en Madagascar y en Aldabra, conocido este último como cernícalo de Aldabra (Falco newtoni aldabranus). Su pariente vivo más cercano es el cernícalo de las Seychelles (F. araea), en un tiempo considerados conespecíficos. Sus antepasados comunes parecen divergir hace muy poco tiempo, probablemente hace menos de 1 millón de años, durante el pleistoceno temprano o el pleistoceno medio. F. punctatus es también un pariente, aunque más lejano.

## Descripción

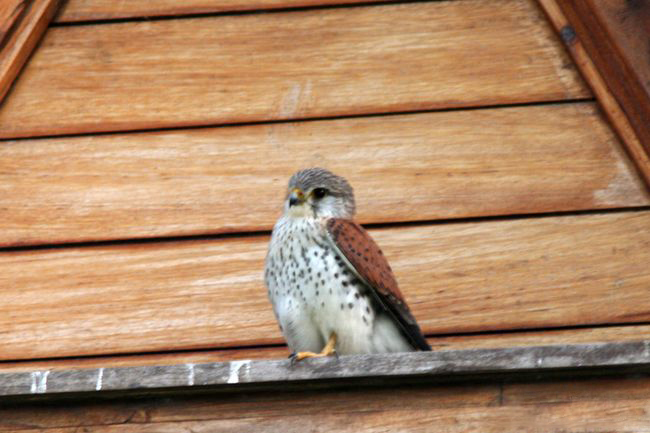
Cernícalo de Madagascar

Puede alcanzar un tamaño de 30 cm. Las alas son de 180 mm a 195 mm en los machos y de 188 mm a 203 mm en las hembras. Los machos pueden alcanzar un peso entre 112 y 118 gramos. El peso de las hembras es de hasta 128 gramos. La cabeza y la nuca de los machos son de color gris rojizo con rayas oscuras. Una raya a modo de bigote oscuro que va desde la base del pico hacia atrás a los lados de la garganta. Las partes superiores y las plumas coberteras son de color castaño con manchas de color negro. Las plumas por encima de la cola son de color gris con manchas negras. Las plumas de vuelo largas son marrón negruzco. El vientre es blanquecino. El pecho, el vientre y las coberteras inferiores de las alas están cubiertas con manchas de color negro. La cola es de color gris. Todas las plumas tienen las puntas blancas. Además, hay una forma rojiza en la que la cabeza y la nuca son casi negras.
Ambos sexos muestra un pico gris pizarra con una punta de color negro. La cera es de color amarillo. Las patas son de color amarillo o naranja brillante (en la forma rojiza). Los juveniles son similares en color como las hembras. 
El cernícalo de Aldabra es similar al de Madagascar, pero es ligeramente más pequeño. Las alas son de 170 mm a 183 mm en los machos y de 177 mm a 186 mm en las hembras. Algunas hembras muestran partes inferiores totalmente blancas.

## Distribución y hábitat
Tiene una amplia zona de distribución y es originaria de Madagascar, Mayotte y las Comoras. Es un ave residente que pasa toda la temporada de cría en Madagascar, donde no solo se localiza en las sabanas y los humedales, sino también en paisajes artificiales en las proximidades de los asentamientos humanos en altitudes, pero siempre en altitudes menores a 2000 m. No es común en los bosques. Su hábitat es el atolón de Aldabra, pero también hay evidencias de su presencia en la isla de Anjouan en las Comoras.

## Reproducción
Este cernícalo suele anidar en paredes de roca, en edificios, en huecos de los árboles, o en los nidos de otras aves, como Corvus albus. Pone de cuatro a seis huevos, por lo general en septiembre, y son incubados por la hembra, que es alimentada por el macho, a intervalos regulares durante la incubación.

## Dieta
Los insectos ocupan la mayor parte de la dieta del cernícalo de Madagascar, que generalmente son cazados en vuelo, pero también, de vez en cuando, come pequeñas aves, ranas y mamíferos, todas las cuales son atrapadas en el suelo. Caza desde una posición baja, revoloteando con las alas, al amanecer o al anochecer.

## Voz
El sonido del Cernícalo de Madagascar consiste en un grito agudo deiitsi, kitsi, kitsi, kitsi o un gorjeo repetido.